# Macrones rufus
Macrones rufus là một loài bọ cánh cứng trong họ Cerambycidae.